# Ian Bairnson
Ian Bairnson (Lerwick, 3 agosto 1953 – Frimley, 7 aprile 2023) è stato un chitarrista britannico noto per essere l'unico session man ad aver partecipato, oltre ai due fondatori, a tutti gli album del The Alan Parsons Project.

## Biografia
Nel 1973 fonda assieme a David Paton, Billy Lyall e Stuart Tosh il gruppo dei Pilot che grazie alla produzione di Alan Parsons esordì con il grande successo della canzone Magic pubblicata sia in singolo che all'interno dell'album Pilot. Fino al 1976 fu un membro attivo del gruppo realizzando altri due album per poi confluire nello stesso anno nel Project di Alan Parsons ed Eric Woolfson seguito da tutti gli altri membri. Nel 1977 pubblicò l'ultimo album dei Pilot Blue Yonder.
Dal 1976 Bairnson diviene session man fisso degli album pubblicati dal The Alan Parsons Project fino al suo scioglimento nel 1990.
Negli oltre cento brani registrati con il Project viene spesso ricordato, e preso ad esempio, per gli assoli iconici come in I Wouldn't Want to Be Like You, seconda traccia dell'album I Robot del 1977 e Nothing Left To Lose, nona traccia dell'album The Turn of a Friendly Card del 1980.
Bairnson è stato il chitarrista nei primi quattro album di Kate Bush e la sua collaborazione di maggior successo fu quella del 1978 per l'album d'esordio The Kick Inside, la cui traccia di punta Wuthering Heights raggiunse il primo posto in classifica in quasi tutte le nazioni al mondo, Bairnson raggiunse la notorietà per l'assolo di chitarra anche grazie alle infinite riproposizioni televisive del brano che andarono avanti per tutti gli anni '80.
Nel 1984 viene coinvolto da Alan Parsons ed Eric Woolfson nel progetto di creare un gruppo parallelo al The Alan Parsons Project mediante i session man di riferimento. Il gruppo viene chiamato Keats ed esordisce lo stesso anno con un album omonimo che però non raggiunse i risultati sperati, pertanto Parsons e Woolfson decisero di non proseguire oltre.
Durante tutti i quindici anni di collaborazione con il The Alan Parsons Project, Bairnson offrì la sua collaborazione come chitarrista anche a numerosi altri artisti emergenti o lanciati da Alan Parsons.
Dopo lo scioglimento del The Alan Parsons Project ha proseguito a collaborare negli album da solista di Alan Parsons per altri dieci anni, fino al 1999, oltre che contemporaneamente ad essere membro fisso nei tour dell'Alan Parsons Live Project fino al 2001. Di questo periodo sono da menzionare le sue performance nel brano Turn It Up, seconda traccia dell'album Try Anything Once del 1993, e nella strumentale Cloudbreak, quarta traccia dell'album On Air del 1996.
Bairnson ha vissuto in Spagna per dieci anni, dal 2003 al 2013, dove aveva realizzato uno studio di registrazione personale.
Nell'arco della sua carriera ha suonato in più di cento album, affrontando i generi musicali più disparati, con diversi artisti tra cui Yvonne Keeley, Joe Cocker, Jon Anderson, Chris de Burgh, Mick Fleetwood e Neil Diamond. Ha effettuato numerosi tour mondiali accompagnando dal vivo, alla chitarra, molteplici artisti, tra i più noti figurano Sting, Eric Clapton e Beverley Craven.
Dopo essere rientrato in Gran Bretagna nel 2013, Bairnson assieme a David Paton ha prodotto un album chiamato A Pilot Project in cui hanno reso omaggio ad Alan Parsons, ma in particolare allo scomparso Eric Woolfson, reinterpretando alcuni tra i maggiori successi del The Alan Parsons Project.
Nel novembre del 2016 Bairnson e Paton hanno effettuato un tour in Giappone presentando canzoni dei Pilot e del The Alan Parsons Project.
Nel 2019 Bairnson ha accettato di collaborare nuovamente con Alan Parsons per la realizzazione del suo album The Secret.
È morto il 7 aprile 2023 all'età di 69 anni per le complicazioni della demenza senile in una casa di cura di Frimley, nel Surrey, nell'Inghilterra sud-orientale. Aveva smesso di esibirsi nel 2018 dopo che gli era stata diagnosticata una "condizione neurologica progressiva". Riposa al Warriston Cemetery ad Edimburgo.

## Discografia[5]
Pilot

### Album in studio
- 1974 - Pilot (From The Album Of The Same Name)
- 1975 - Second Flight
- 1976 - Morin Heights
- 1977 - Two's a Crowd
- 1980 - The Best of Pilot
- 2002 - Blue Yonder
- 2014 - A Pilot Project

### Singoli
- 1974 - January
- 1975 - January / Magic

The Alan Parsons Project

### Album in studio
- 1976 - Tales of Mystery and Imagination - Edgar Allan Poe[6]
- 1977 - I Robot[7]
- 1978 - Pyramid[8]
- 1979 - Eve[9]
- 1980 - The Turn of a Friendly Card[10]
- 1982 - Eye in the Sky[11]
- 1984 - Ammonia Avenue[12]
- 1985 - Vulture Culture[13]
- 1986 - Stereotomy[14]
- 1987 - Gaudi[15]
- 1990 - Freudiana[16]

### Raccolte
- 1983 - The Best of the Alan Parsons Project
- 1987 - The Best Of The Alan Parsons Project - Volume 2
- 1988 - The Instrumental Works
- 1989 - Pop Classics
- 1991 - Prime Time: The Alan Parsons Project Best
- 1991 - Anthology
- 1992 - Anthology (Italy)
- 1992 - Hits in the Sky (Hong Kong)
- 1992 - The Best of the Alan Parsons Project (France)
- 1992 - The Ultimate Collection
- 1997 - Gold Collection
- 1997 - The Definitive Collection
- 1999 - 36 All-Time Greatest Hits
- 1999 - Eye In The Sky: The Encore Collection
- 1999 - Arista Heritage Master Hits

### Riedizioni
- 1987 - Tales of Mystery and Imagination Edgar Allan Poe 87

### Singoli
- 2015 - The Turn Of A Friendly Card • Snake Eyes • Games People Play

David Courtney
- 1975 - First Day

William Lyall
- 1976 - Solo Casting

Hudson-Ford
- 1977 - Daylight

Don Black & Geoff Stephens
- 1978 - Dear Anyone

Steve Harley
- 1978 - Hobo With A Grin
- 2011 - Hobo With A Grin / The Candidate

Artisti Vari
- 1978 - Dear Anyone

Kate Bush
- 1978 - The Kick Inside
- 1978 - Lionheart
- 1980 - Never For Ever
- 1982 - The Dreaming

Rab Noakes
- 1978 - Restless

Lenny Zakatek
- 1979 - Lenny Zakatek
- 1989 - Small But Hard

Chris Rainbow

### Album in studio
- 1979 - White Trails
- 2000 - The Best of Chris Rainbow 1972-1980
- 2000 - Unreleased & Demo Tracks 1973-1983
- 2000 - The Instrumental Chris Rainbow
- 2007 - Waves

### Raccolte
- 2001 - The Chris Rainbow Anthology 1974-1981

Chris de Burgh
- 1979 - Crusader

John Townley
- 1979 - Townley

Eberhard Schoener
- 1980 - Events
- 1981 - Time Square
- 1983 - Spurensicherung

Jon Anderson
- 1980 - Song Of Seven

Paris
- 1981 - Have You Ever Been In Love (singolo)

Elaine Paige
- 1981 - Elaine Paige
- 1984 - Cinema

Mick Fleetwood
- 1981 - The Visitor

Bucks Fizz

### Album in studio
- 1981 - Bucks Fizz
- 1982 - Are You Ready?
- 1983 - Hand Cut
- 1984 - I Hear Talk
- 1986 - Writing On The Wall

### Raccolte
- 1983 - Greatest Hits

Bananarama
- 1982 - Deep Sea Skiving

Panarama
- 1982 - Can This Be Paradise

Akira Inoue
- 1982 - Cryptogram

Prelude
- 1982 - Only The Lonely (singolo)

Hannes Schöner
- 1982 – Willst Du Träumen

Esther Ofarim, Eberhard Schoener, Wolf Wondratschek, Ulf Miehe
- 1982 - Complicated Ladies

Rick Cua
- 1983 - No Mystery

Julia Downes
- 1983 -	Let Sleeping Dogs Lie

Andrew Powell and The Philharmonia Orchestra
- 1983 - Play The Best Of The Alan Parsons Project
- 1985 - Ladyhawke (Original Motion Picture Soundtrack)
- 2018 - Rocket Gibraltar (Original Music From The Motion Picture)

Keats
- 1984 - Keats

Skiantos
- 1984 - Ti spalmo la crema

Mari Iijima
- 1985 - Kimono Stereo

Tim Rice & Andrew Lloyd Webber
- 1985 - The Very Best Of Tim Rice & Andrew Lloyd Webber

Kenny Rogers
- 1985 - The Heart Of The Matter

Norbert Daum
- 1985 - New Opera Wave

Uwe Buschkötter
- 1986 - Computer Energy

David Sylvian
- 1986 - Secrets of the Beehive

Anri 杏里
- 1986 - Trouble In Paradise

James Reyne
- 1987 - James Reyne

Nobuhide Saki
- 1988 - Yume O Yobe

Masamichi Sugi
- 1989 - Ladies & Gentlemen

Aleksander Mežek
- 1989 - Podarjeno Srcu

Thomas Anders
- 1989 - Different (Thomas Anders)|Different

Yukio Sasaki
- 1990 - Jealousy
- 1993 - After Dark

Yui Asaka
- 1990 - No Lookin' Back
- 1990 - Open Your Eyes

Kyōko Koizumi
- 1990 - N°17

Miss Thi
- 1990 - Lover

Chage & Aska
- 1990 -	See Ya

Marie Claire
- 1990 - Marie Claire

Tom Jones
- 1991 - Carrying a Torch

Davie Paton
- 1991 - Passions Cry

Tam White & The Band
- 1991 - Keep It Under Your Hat
- 1992 - Blue Eccentricity

Marian Gold
- 1992 - So Long Celeste

Stefano Pieroni
- 1992 - Dagli Il Tuo Cuore

Beverley Craven
- 1993 - Love Scenes
- 1999 - Mixed Emotions
- 2009 - Close To Home
- 2014 - Change Of Heart

Alan Parsons

### Album in studio
- 1993 - Try Anything Once
- 1994 - Live
- 1995 - The Very Best Live
- 1996 - On Air
- 1999 - The Time Machine
- 2019 - The Secret

### Singoli
- 1994 - The Raven
- 1994 - Luciferama
- 1997 - I Can't Look Down
- 1997 - Too Close To The Sun
- 1999 - Out Of The Blue

Artisti Vari
- 1993 - Night of the Proms

Jim Diamond
- 1994 - Sugarolly Days

Marajan
- 1994 - DI ver CT

Jay Stapley
- 1994 - Wanderlust

Takafumi Ishida
- 1996 - Rirekisho

Mary Mac
- 1997 -	River Song

Jargon
- 1997 -	Blue Print

Manolo García
- 1998 - Arena en los Bolsillos
- 2001 - Nunca El Tiempo Es Perdido

Artisti Vari
- 1999 - Lovers Day II

Alfonso XII
- 2001 - Claude Monet Vol.1

Chris Norman
- 2001 - Breathe In

A. & R.
- 2001 - I Don't Like Big Brother (singolo)

Carola
- 2001 - My Show

Design
- 2003 - Time Out

Liverpool Express
- 2003 - Once Upon A Time

Miss Thi
- 2004 - Lover

Neil Lockwood
- 2008 - An Ordinary Man

Eric Woolfson
- 2009 - Eric Woolfson Sings The Alan Parsons Project That Never Was

101 South
- 2009 - No U-Turn

Parzivals Eye
- 2009 - Fragments

Jelone
- 2010 - Easier Said Than Done